# 金馬戳花介
金馬戳花介（学名：Stigmatoeythere kingmai）为粗面介科戳花介屬下的一个种。